# Zambia na Letnich Igrzyskach Olimpijskich Młodzieży 2010
Zambię na Letnich Igrzyskach Olimpijskich Młodzieży w Singapurze w 2010 reprezentowało 4 sportowców w 4 dyscyplinach.

## Skład kadry

### Badminton
- Ngosa Chongo

### Boks
- Ben Muziyo

### Lekkoatletyka
- Harry Mulenga

### Pływanie
- Mercedes Milner